# Constance de Théis
Pour les articles homonymes, voir Théis.
Constance Marie de Théis, née le 7 novembre 1767 à Nantes, baptisée dans la paroisse Saint-Similien, et morte le 13 avril 1845 à Paris, devient par son premier mariage Pipelet de Leury et, par son second mariage, princesse, puis comtesse (1803) puis à nouveau princesse de Salm-Dyck (1816) ; elle est une poétesse et femme de lettres française.

## Biographie
Elle est née en 1767 à Nantes, issue d'une famille originaire de Picardie du côté paternel et de Paris du côté maternel. Son père est Marie Alexandre de Théis (1738-1796), juge-maître des Eaux et Forêts de la ville et du comté de Nantes, procureur royal à Chauny de 1772 à 1774, puis gestionnaire de la faïencerie de Sinceny. Sa mère est Anne Marie Quillau, née à Paris, quartier de Saint-Germain-l'Auxerrois, le 5 janvier 1746 dans une famille de marchands drapier et mercier. Ses parents s'étaient mariés à Saint Germain l'Auxerrois le 18 décembre 1764. Elle avait un frère aîné de deux ans, Alexandre de Théis dont le parrain fut Étienne Joseph Quillau (né à Paris le 5 juin 1717) grand-père maternel.
Constance de Théis a grandi en Picardie, elle reçut une excellente éducation grâce à son père qui y joua un rôle primordial, circonstance qu'elle rappellera souvent, et se fit connaître dès l'âge de dix-huit ans par des poèmes publiés dans l’Almanach des Muses, notamment une romance intitulée Bouton de rose, qui eut un succès durable une dizaine d'années plus tard quand Pradher mit une musique sur les paroles que Jean Garat interprétait dans les salons du Directoire en l'honneur de Joséphine Bonaparte.
Surnommée par Marie-Joseph Chénier « la Muse de la Raison », Constance de Théis fut aussi qualifiée de « Boileau des femmes ».
Elle épousa le 20 avril 1789, à Sinceny-Autreville, un chirurgien herniaire : Jean-Baptiste Pipelet de Leury, né en la paroisse Saint-Sulpice de Paris le 5 mai 1759. De leur union naquit le 27 janvier 1790 Agathe Clémence Pipelet, habituellement appelée Clémence par sa mère. Jean-Baptiste Pipelet était le fils de François Pipelet (né le 27 juin 1723 à Coucy, mort à 14 octobre 1809 à Coucy), également chirurgien herniaire, médecin de Louis XVI et du dauphin au Temple, et, pendant trente ans, maire de Coucy-le-Chateau-Auffrique ; et de Marie-Geneviève Suret.
François Pipelet était un ami de Jean-Joseph Sue, également chirurgien et père d'Eugène Sue de Leury.

## Le succès
En 1793, sous la Terreur, Constance quitta la capitale pour le castel familial de l'Aventure à Autreville. Elle y demeura pendant environ un an, retraite qu'elle mit à profit pour s'occuper de sa fille et écrire Sapho, sa première tragédie lyrique en vers, mise en musique par Martini. La première aura lieu le 17 décembre 1794 au théâtre des Amis de la Patrie. La pièce sera jouée plus de cent fois, soutenue par la critique.
Dès 1795, Constance Pipelet commence à être connue des milieux artistiques et culturels de Paris. La qualité de l'éloge funèbre qu'elle prononça en l'honneur de son père incite Sedaine, puis le géographe Edme Mentelle, plus tard encore Gaviniès et d'autres, à lui demander de prononcer le leur. Son cousin Paul-Louis Courier lui écrit : « Cela donne envie d'être mort quand on est de vos amis ; je me recommande à vous pour mon éloge. »
Femme engagée, passionnée, reconnue pour son talent littéraire, Constance Pipelet connaît un succès qui porte ombrage à quelques hommes de lettres en place. En 1797, dans son Épître aux femmes, elle répond à un célèbre poète de l’époque, Ponce-Denis Écouchard-Lebrun, qui incite les femmes à rester dans l’ombre comme dans un de ses poèmes où il écrit : « Voulez-vous ressembler aux Muses, Inspirez, mais n’écrivez pas ». Sa riposte provoque l'enthousiasme du monde intellectuel : c'est le premier jalon d'une carrière littéraire plus notable. Elle y réclame, sur un mode logique et raisonné, une égalité harmonieuse entre hommes et femmes dans l'instruction et les tâches quotidiennes avec une pointe de féminisme moins revendicative que celle d’Olympe de Gouges. On trouve dans l'Épître : « Les temps sont arrivés, Femmes éveillez-vous... », « Différence n'est pas infériorité. »
Le 1er novembre 1797 a lieu la première de L'Hymne sur la Paix, paroles de la citoyenne Constance Pipelet, musique de Étienne Nicolas Méhul. Bonaparte se souviendra de cette poétesse qui appelle les Français à le célébrer, lui qui a rendu la paix et le bonheur à la France : « Gloire au vainqueur de l’Italie ».
En 1799, elle divorce de Jean-Baptiste Pipelet. Cinq années après son premier succès dans le monde du théâtre, Constance Pipelet sort une nouvelle pièce. Mais son œuvre, Camille, ne plaît pas et n’est pas publiée.
Vers 1800, Stendhal l’évoque dans la Vie de Henri Brulard, après avoir été conduit par son cousin Pierre Daru à une séance d’une société de poésie que présidait Constance Pipelet : « Il était sept heures et demie du soir et la salle était fort illuminée. La poésie me fit horreur. Quelle différence avec l’Arioste et Voltaire ! Cela était bourgeois et plat (Quelle bonne école j’avais déjà !), mais j’admirais avec envie la gorge de Mme Constance Pipelet qui lut une pièce de vers. Je le lui ai dit depuis ; elle était alors femme d’un pauvre diable de chirurgien herniaire et je lui ai parlé chez Mme la comtesse Beugnot quand elle était princesse de Salm-Dyck, je crois. Je conterai son mariage, précédé par deux mois de séjour chez le prince de Salm avec son amant, pour voir si le château ne lui déplairait point trop ; et le prince nullement trompé, mais sachant tout et s’y soumettant, et il avait raison. »
Le 14 décembre 1803, « à cause des rapports de caractère et d'âme qui existent entre nous », Constance de Théis épousa en secondes noces Joseph de Salm-Reifferscheidt-Dyck, divorcé depuis le 3 septembre 1801 de Maria Theresa von Hartzfeld. L'origine de cette famille de princes allemands remonte au IXe siècle. Joseph de Salm est alors député du département de la Roër, chancelier de la Légion d'honneur, comte d'Empire (sera chevalier le 3 juin 1805) — ce qui lui fera perdre son titre originel de prince qu'il recouvra en 1816 — chef de la Maison de Salm-Dyck, province de la rive gauche du Rhin. Outre ses fonctions politiques, il est un savant botaniste — il décrira dans sa vie 1 500 espèces de cactus — et écrira des ouvrages sur les plantes grasses.
Joseph et Constance de Salm partageront leur temps entre le domaine de Dyck, Aix-la-Chapelle et Paris où ils reçoivent beaucoup. En 1806 le prince de Salm achète le château de Ramersdorf, puis en avril 1809 un hôtel situé 97 rue du Bac à Paris, bâti en 1722 pour être loué (en 1726 à la maréchale de Gramont, en 1732 à Le Pelletier de La Houssaye, intendant des Finances, en 1738 à François-Mathieu Molé, marquis de Champlâtreux, président au Parlement), échu par héritage aux Ségur, placé sous séquestre en 1793, puis vendu plusieurs fois; son état imposa une importants restauration menée de 1809 à fin 1811; seuls le salon de compagnie et le salon de musique reçurent deux plafonds peints — dits « arabesques » par le graveur Nicolas Ponce — qui sont demeurés intacts et dont on ne connaîtrait pas d'autres exemples à Paris (classés en 1982) ; un projet de décor conçu pour une chambre à alcôve ne fut pas exécuté. Le bronzier Thomire fournit la quincaillerie (boutons de portes et crémones des fenêtres) et les ornements des cheminées.
Le couple y tient un salon littéraire, académique et aristocratique dont l'influence sera grande lors des élections à l'Institut et à l'Académie ; ils firent décorer l'appartement du premier étage (antichambre, salon, bibliothèque) en style Empire (v. 1810) par l'architecte Antoine Laurent Vaudoyer et le peintre Jean-Jacques Lagrenée.
La comtesse y tient jusqu'en 1824 un salon littéraire très brillant. Elle était liée avec son cousin Paul-Louis Courier, qui lui avait dédié en 1803 son premier ouvrage, un Éloge d'Hélène, traduit d'Isocrate. Elle recevait également Alexandre Dumas, La Fayette, Talma, Jussieu, Alexander von Humboldt, des artistes comme Girodet, Grétry, Houdon, Augustin Pajou, Pierre-Narcisse Guérin, Carle Vernet, etc. Très mélangé, son salon était ouvert aux Idéologues comme aux libéraux de la Décade philosophique, le faubourg Saint-Germain y croisait la noblesse d'Empire, et beaucoup de francs-maçons de la « loge des Neuf Sœurs » s'y retrouvaient.
Constance de Salm poursuit son activité de femme de lettres : Épître à un jeune auteur sur l'indépendance et les devoirs de l'homme de lettres (1806), Épître sur les inconvénients du séjour à la campagne (1806), Mes amis, poème inspiré d'abord par Girodet (1807), Épître à un vieil auteur mécontent de se voir oublié (1809), Épître à l'Empereur Napoléon (16 février 1810), Discours sur les voyages (1811), Épître sur la rime (1812), Épître sur la philosophie à un misanthrope qui se croit philosophe (1814). Parmi ces travaux, l'épître à Napoléon, adressée en fait à Monsieur de Méneval, son secrétaire, fut rédigée pour attirer l'attention de l'empereur sur l'injustice flagrante des articles traitant de l'adultère dans le code pénal que le Conseil d'État venait d'adopter : « Quelle main a tracé cet article barbare ? ». Elle ironise sur les conséquences fâcheuses d'un mari jaloux qui verrait des amants partout et réclame des droits et peines semblables pour homme et femme : « De quel droit un époux veut-il punir en nous ce qu'il excuse en lui ?. » Lors d'une rencontre aux Tuileries, Napoléon lui dira qu'il avait lu ses vers, qu'elle avait raison et que « c'était bien, c'était très bien » (d'avoir réagi). Il exprimera au Conseil d'État sa préférence pour le mutisme de la législation antérieure sur « cette question de canapé », mais, le texte étant déjà publié, rien ne fut modifié.

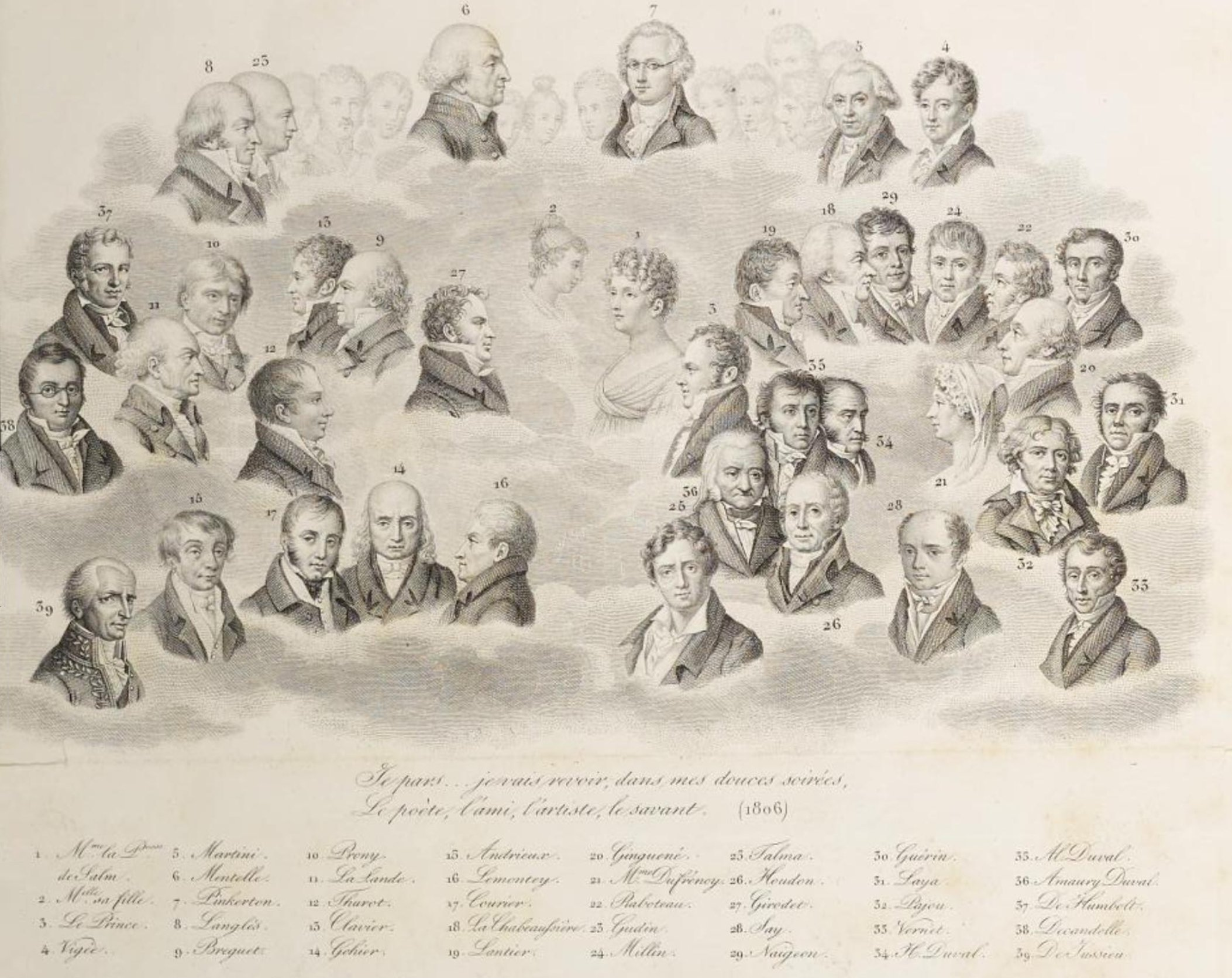
Une soirée chez la princesse Constance de Salm en 1806, gravure d'Ambroise Tardieu d'après un dessin d'Antoine Chazal.

Les principaux invités du salon de Constance ont été dessinés par Antoine Chazal, en vue de l'édition d'une gravure, Une soirée chez la princesse Constance de Salm en 1806, qui montre 39 personnages identifiés par un numéro et une légende :
- 1 Mme la Psse de Salm / 2 Mlle sa fille / 3 Le Pce de Salm / 4 Vigée /  5 Martini / 6 Mentelle / 7 Pinkerton / 8 Langlois (Louis-Mathieu Langlès ?) / 9 Breguet / 10 Prony / 11 La Lande / 12 Thurot / 13 Clavier / 14 Gohier / 15 Andrieux / 16 Lemontey / 17 Courrier / 18 La Chabeaussière / 19 Lantier / 20 Ginguené / 21 Mme Dufresnoy / 22 Raboteau  / 23 Gudin / 24 Millin / 25 Talma / 26 Houdon / 27 Girodet /  28 Say / 29 Naigeon / 30 Guérin / 31 Laya / 32 Pajou / 33 Vernet / 34 H. Duval / 35 Ale Duval / 36 Amaury Duval / 37 De Humboldt / 38 Decandelle / 39 de Jussieu.

Le 18 décembre 1813, sa fille Clémence Pipelet épouse le colonel et baron d'Empire Louis Bernard Francq (né le 25 août 1766 à Auxonne - mort le 4 décembre 1818 à Paris). Le couple aura trois enfants.
À la suite du traité de Paris, la Roër est restituée à l'Allemagne et le comte Joseph est fait prince de Salm. Le salon de la rue du Bac dispersé, proche de l'ex-empereur Constance de Salm n'est guère la bienvenue à la cour des Tuileries et restera de plus en plus à Ramersdorf. Elle publiera en 1817 un Discours sur le bonheur, et en 1818 Les Femmes politiques où elle dénonce l'ostracisme dont sont victimes les femmes dans ce domaine. La même année, elle fait la connaissance aux eaux à Aix-la-Chapelle de la princesse Thérèse de Mecklembourg-Strelitz devenue princesse de Thurn und Taxis par son mariage, belle sœur du roi de Prusse. Leur amitié et correspondance tiendra une place importante dans le vie et l'œuvre de Constance de Salm.
Des bords du Rhin, elle développe un réseau important de correspondants, cherchant à se situer comme une philosophe, un maître à penser, diffusant ses écrits et avis, reprenant son activité militante de défense des droits fondamentaux des femmes, réclamant au nom de la raison et de la justice l'accès à toutes les fonctions publiques selon ses capacités personnelles et non selon son sexe ; elle reçoit en retour une foule d'informations et moult propositions de collaboration. Mais, libérée de tout souci pécuniaire, aimant sa propre liberté et surtout voulant demeurer seule maître d'œuvre, elle refuse toute intégration à une structure associative. Dans ses cahiers, Joséphine de Théis, fille de son frère Alexandre, écrira que sa tante était franche, douée d'un rare esprit et d'un vrai talent, mais la décrira comme « colère », tranchante, orgueilleuse de sa supériorité.
Au printemps 1820, elle publie chez Arthus Bertrand une Épître à un honnête homme qui veut devenir intrigant, exprimant son indignation envers les exactions des intrigants et parvenus titrés de la Restauration. Tout le monde concerné et tous les hommes politiques le lurent tandis que la presse opta pour le silence.
Le 14 juin 1820, sa fille Clémence, veuve avec 3 enfants, est assassinée dans le château de Ramersdorf par un soldat auquel elle avait refusé mariage et argent. Des feuilles locales rapportant des faits atteignant à l'honneur de la défunte accrurent le désespoir de Constance de Salm. La princesse et amie Thérèse de Thurn und Taxis intervint directement auprès du roi de Prusse pour que la Gazette officielle de Berlin rétablisse (29/07/1820) la vérité sur cet assassinat. Constance de Salm cesse alors toute activité et s'engouffre dans une dépression réactionnelle de plusieurs années ; la princesse Thérèse s'avère un soutien moral primordial et indispensable.
Vers 1823, Constance de Salm refait des séjours à Paris, y retrouve des amis et reprend goût à la vie de salon. En 1824, elle dédie à Thérèse, son amie, Vingt-quatre heures d’une femme sensible. Commencé en 1803-1804, reprit en 1814-1815, terminé à Ramersdorf, ce qu'elle nommait « son petit roman » est une suite de 46 lettres écrites, sauf une, par une amante blessée et angoissée, exprimant et décrivant une palette de sensations. Le succès est important en France comme dans d'autres pays européens.
En 1824, elle donne au Moniteur des Stances sur le romantique et la vieille école où elle se situe comme un auteur classique et non dans le mouvement romantique. En 1828, parait chez Didot une Épître sur l'esprit et l'aveuglement du siècle louangée par les journaux. La même année, elle décide de reporter sine die Des Allemands comparés aux Français dans leurs mœurs, usages, vie intérieure et sociale que des journalistes allemands avaient considéré comme dévalorisant pour les femmes allemandes. En 1829, Constance de Salm publie à Aix-la-Chapelle la première édition de 173 Pensées. Dans l'édition de 1835 chez Arthus Bertrand, il y en aura 317. Même nombre chez Firmin Didot pour la 3e édition de 1838, mais on en trouve 324 dans le tome 4 des Œuvres complètes publiées en 1842 et 483, réparties en trois parties, dans l'édition posthume de 1846. Sous forme de pensées style La Bruyère, l'ouvrage eut, dès sa première édition un grand succès et fut rapidement réédité. Elle y traite avec conviction et authenticité de l'éducation négligée de la Femme, de l'attitude dominante des hommes et des problèmes majeurs de la société de l'époque. En 1832, Sédillot et Didot publie une Épître aux souverains absolus venant en écho aux désordres et menaces en Europe et rappelant les injustices faites aux Femmes. En 1833, Firmin Didot édite Mes 60 ans poème de 12 000 vers que Constance de Salm considère comme son œuvre-maîtresse. Elle y dépeint sa vie, son histoire littéraire, ses luttes et sa passion pour le respect de chacun. En 1837, Constance de Salm publie chez Didot des stances Je mourrai comme j'ai vécu où elle réaffirme ses valeurs de loyauté et ses combats contre l'injustice et pour l'égalité entre Homme et Femme.
Constance de Salm meurt le 13 avril 1845 en son domicile du 3bis, rue Richer à Paris, que selon Lemaire (cf, bibliographie) elle aurait troqué en 1824 contre son grand hôtel de la rue du Bac. Elle fut inhumée dans un monument en forme de sarcophage en première ligne du chemin Monvoisin au cimetière du Père-Lachaise, 26e division.
Son portrait est aujourd'hui à l'Art Institute of Chicago ; il existe également un portrait d'elle « en médaillon » par David d'Angers (photographié fin 1987 sur la cheminée de la bibliothèque de l'hôtel de la rue de Bac par Roland Beaufre - cf. bibliographie).

## Œuvres
- Sapho, opéra, musique de Jean Paul Égide Martini, Paris, Théâtre-Louvois, 14 décembre 1794.
- Épître aux femmes, Paris, Desenne, 1797    (Wikisource)
- Rapport sur les fleurs artificielles de la citoyennes Roux-Montagnac, 1798.
- Camille, ou Amitié et imprudence, drame en 5 actes, en vers, Paris, Théâtre-Français, 1800.
- Rapport sur un ouvrage du citoyen Théremin, intitulé : De la condition des femmes dans une république, 1800;.
- Épître à un jeune auteur sur l'indépendance et les devoirs de l'homme de lettres, 1806.
- Précis de la vie de Sapho, 1810.
- Poésies, 1811, in-8.
- Poésies, 1814, in-8.
- Vingt-quatre heures d'une femme sensible, roman, 1824, in-8.
  - Vingt-quatre heures d’une femme sensible, Paris, Didot, 1842    (Wikisource)
  - réédition en 2007 aux éditions Phébus  (ISBN 2752902484).
  - édition en 2012 de la lecture intégrale en livre-audio voix et harpe aux éditions Autrement dit - Les Belles Lettres  (ISBN 9782874450860)
- Poésies, 1825, 2 vol. in-18.
- Fragment d'un ouvrage sur l'Allemagne, 1826.
- Pensées, Aix-la-Chapelle, 1829, in-12 :
  - Pensées, Paris, Didot, 1842    (Wikisource)
  - rééd. par Jean-Baptiste Sanson de Pongerville, 1846, in-8.
- Mes Soixante ans, Paris, Didot, 1833.
- Œuvres, Paris, Didot, 1835.
- Œuvres complètes, Paris, 1842, 4 vol. in-8.

## Œuvres d'art en rapport

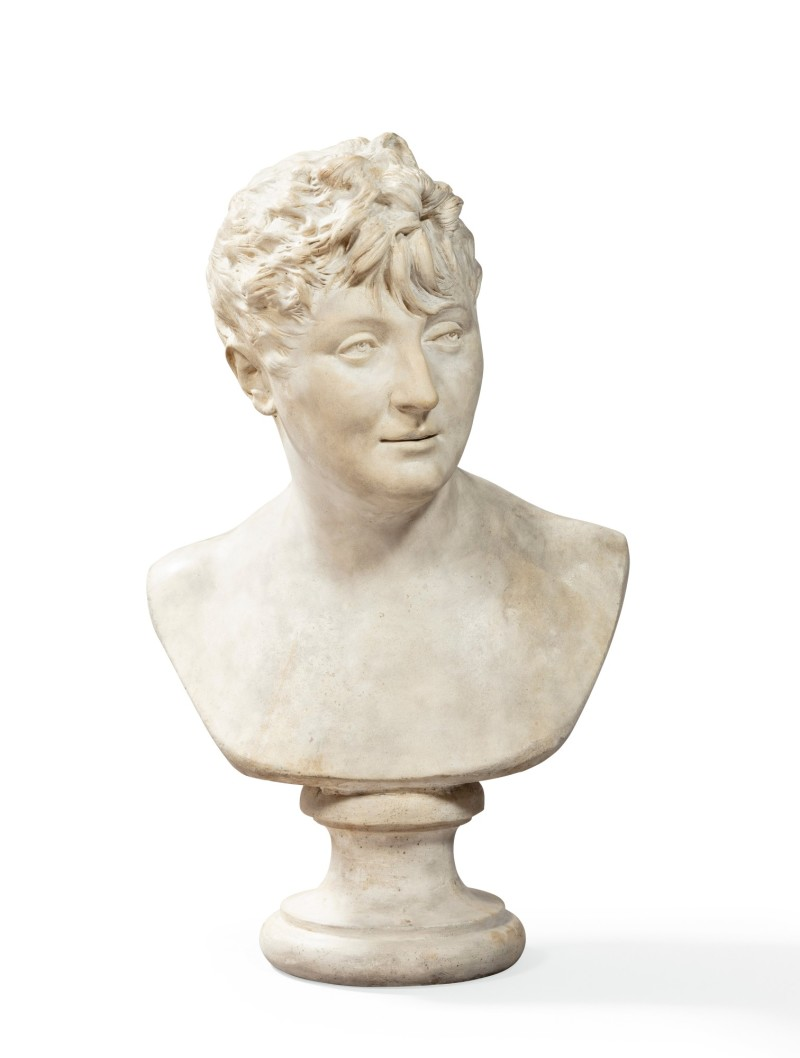
Constance de Salm, plâtre original, par Jean-Antoine Houdon.

- Constance de Salm, plâtre original, par Jean-Antoine Houdon.Buste par Jean-Antoine Houdon, plâtre original (Sotheby's, 14 octobre 2021[12]), musée du Louvre
- Buste drapé par Jean-Antoine Houdon, marbre, collection privée
- Médaillon de bronze par David d'Angers, musée des Beaux-Arts d'Angers, musée du Louvre
- Portrait dessiné par Girodet, collection privée (lithographié en 1837)
- Portrait peint par Jean-Baptiste Desoria, Art Institute de Chicago
- Décor peint de deux salons de l'hôtel de Salm-Dyck à Paris, classé monument historique
- Album amicorum de la princesse de Salm, contenant 66 dessins originaux, par Girodet, Jean-Jacques Lagrenée, Carle Vernet, Antoine Vaudoyer, Vivant Denon, Jean-Claude Naigeon, Joseph-Marie Vien, ainsi que le dessin d'Antoine Chazal représentant les principaux commensaux du salon de Constance (Sotheby's, 14 octobre 2021[12]), musée du Louvre